# Les Mémoires de mon ami
Les Mémoires de mon ami est un récit de l'écrivain français Octave Mirbeau. Paru en feuilleton dans Le Journal, en pleine affaire Dreyfus, du 27 novembre 1898 au 30 avril 1899, il a été recueilli, après la mort du romancier, dans Chez L'Illustre écrivain (Flammarion, 1919), puis a été publié en brochure, dans la  collection « Une heure d’oubli... », chez le même éditeur, en 1920. L’édition la plus récente a paru en octobre 2007, chez l’Arbre Vengeur, Talence, 152 pages.

## Au-delà des genres
Court roman, ou longue nouvelle, ce récit est visiblement écrit au fil de la plume et donne une impression d’inachèvement (il s’arrête brusquement et sans explication), de même que Dans le ciel six ans plus tôt. Il semble que l’affaire Dreyfus ait mobilisé exclusivement l’attention de l’écrivain, prêt dès lors à sacrifier une production qui devait lui apparaître comme purement alimentaire.
Ces Mémoires se présentent sous la forme d’un récit rédigé à la première personne, qui n’obéit à aucun ordre préétabli, et qui suit le fil des souvenirs, sans unité et sans continuité chronologique. Une nouvelle fois Mirbeau refuse un agencement narratif qui pourrait laisser croire que toute chose a sa raison d'être et obéit à une finalité.

## Pitié et révolte
Le narrateur, Charles L..., est un modeste caissier apparemment dépourvu de toute personnalité et qui semble à jamais condamné à mener une existence larvaire. Mais, confronté à  l’écrasante bêtise et à l’accablante laideur des êtres, à commencer par celles de sa femme et de ses beaux-parents, il décide de ne vivre qu’en lui-même et se réfugie dans une solitude intérieure, domaine de l’imagination et du rêve – le rêve, justement, auquel Mirbeau accorde un rôle important, ce qui le rapproche de son contemporain Sigmund Freud.
Devenu étranger aux autres comme il l’était déjà à lui-même, Charles L... développe aussi une impitoyable capacité d’observation, qui lui fait débusquer les absurdités et les turpitudes sociales dans toute leur horreur méduséenne. Il fait désormais de la pitié et de la révolte contre une société homicide « les bases de sa vie morale », comme en témoigne sa confession, qui le venge de sa vie minable.